# Fabrice Martin
Fabrice Martin (Bayonne, 11 september 1986) is een Franse tennisspeler. Hij heeft nog geen ATP-toernooi in het enkelspel gewonnen. Hij heeft wel al acht ATP-toernooien in het dubbelspel gewonnen. Hij deed al mee aan Grand Slams. Hij heeft één challenger in het enkelspel en twee challengers in het dubbelspel op zijn naam staan.

## Palmares
| Legenda                       | Legenda               |
| ----------------------------- | --------------------- |
| Grand Slam                    |                       |
| Olympische Spelen             |                       |
| tot 2009                      | vanaf 2009            |
| Tennis Masters Cup            | ATP Finals            |
| ATP Masters Series            | ATP Tour Masters 1000 |
| ATP International Series Gold | ATP Tour 500          |
| ATP International Series      | ATP Tour 250          |

### Palmares enkelspel
| Nr.                  | Datum        | Toernooi | Ondergrond | Tegenstander in finale | Score               |
| -------------------- | ------------ | -------- | ---------- | ---------------------- | ------------------- |
| Gewonnen challengers |              |          |            |                        |                     |
| 1.                   | 25 juli 2011 | Recanati | Hardcourt  | Kenny de Schepper      | 6-1, 6-7(6), 7-6(3) |

### Palmares dubbelspel
| Nr.                              | Datum             | Toernooi             | Ondergrond    | Partner                | Tegenstanders in finale                   | Score                 | Details |
| -------------------------------- | ----------------- | -------------------- | ------------- | ---------------------- | ----------------------------------------- | --------------------- | ------- |
| Gewonnen finales herendubbel     |                   |                      |               |                        |                                           |                       |         |
| 1.                               | 10 januari 2016   | ATP Chennai          | Hardcourt     | Oliver Marach          | Austin Krajicek Benoît Paire              | 6-3, 7-5              | Details |
| 2.                               | 21 februari 2016  | ATP Delray Beach     | Hardcourt     | Oliver Marach          | Bob Bryan Mike Bryan                      | 3-6, 7-6(7), [13-11]  | Details |
| 3.                               | 6 januari 2017    | ATP Doha             | Hardcourt     | Jérémy Chardy          | Vasek Pospisil Radek Štěpánek             | 6–4, 7–6(3)           | Details |
| 4.                               | 24 februari 2019  | ATP Marseille        | Hardcourt (i) | Jérémy Chardy          | Ben McLachlan Matwé Middelkoop            | 6-3, 6-7(4), [10-3]   | Details |
| 5.                               | 5 mei 2019        | ATP Estoril          | Gravel        | Jérémy Chardy          | Luke Bambridge Jonny O'Mara               | 7-5, 7-6(3)           | Details |
| 6.                               | 18 januari 2020   | ATP Adelaide         | Hardcourt     | Máximo González        | Ivan Dodig Filip Polášek                  | 7-6(12), 6-3          | Details |
| 7.                               | 24 oktober 2021   | ATP Antwerpen        | Hardcourt (i) | Nicolas Mahut          | Wesley Koolhof Jean-Julien Rojer          | 6-0, 6-1              | Details |
| 8.                               | 4 maart 2023      | ATP Dubai            | Hardcourt     | Maxime Cressy          | Lloyd Glasspool Harri Heliövaara          | 7–6(2), 6–4           | Details |
| Verloren finales herendubbel     |                   |                      |               |                        |                                           |                       |         |
| 1.                               | 8 februari 2015   | ATP Zagreb           | Hardcourt (I) | Purav Raja             | Marin Draganja Henri Kontinen             | 4-6, 4-6              | Details |
| 2.                               | 13 juni 2016      | ATP Stuttgart        | Gras          | Oliver Marach          | Marcus Daniell Artem Sitak                | 7-6(4), 4-6, [8-10]   | Details |
| 3.                               | 30 oktober 2016   | ATP Wenen            | Hardcourt (i) | Oliver Marach          | Łukasz Kubot Marcelo Melo                 | 6–4, 3–6, [11–13]     | Details |
| 4.                               | 12 februari 2017  | ATP Montpellier      | Hardcourt (i) | Daniel Nestor          | Alexander Zverev Mischa Zverev            | 4-6, 7-6(3), [7-10]   | Details |
| 5.                               | 7 mei 2017        | ATP München          | Gravel        | Jérémy Chardy          | Juan Sebastián Cabal Robert Farah Maksoud | 3-6, 3-6              | Details |
| 6.                               | 29 oktober 2017   | ATP Bazel            | Hardcourt (i) | Édouard Roger-Vasselin | Ivan Dodig Marcel Granollers              | 5-7, 6-7(6)           | Details |
| 7.                               | 8 juni 2019       | Roland Garros        | Gravel        | Jérémy Chardy          | Kevin Krawietz Andreas Mies               | 2-6, 6-7(3)           | Details |
| 8.                               | 29 september 2019 | ATP Chengdu          | Hardcourt     | Jonathan Erlich        | Nikola Čačić Dušan Lajović                | 6-7(3), 6-3, [3-10]   | Details |
| 9.                               | 20 september 2020 | ATP Rome             | Gravel        | Jérémy Chardy          | Marcel Granollers Horacio Zeballos        | 4-6, 7-5, [8-10]      | Details |
| 10.                              | 7 februari 2021   | ATP Melbourne 2      | Hardcourt     | Jérémy Chardy          | Nikola Mektić Mate Pavić                  | 6-7(2), 3-6           | Details |
| 11.                              | 9 oktober 2022    | ATP Astana           | Hardcourt     | Adrian Mannarino       | Nikola Mektić Mate Pavić                  | 4-6, 2-6              | Details |
| 12.                              | 26 februari 2023  | ATP Marseille        | Hardcourt (i) | Nicolas Mahut          | Santiago González Édouard Roger-Vasselin  | 6–4, 6–7(4–7), [7–10] | Details |
| Gewonnen challengers herendubbel |                   |                      |               |                        |                                           |                       |         |
| 1.                               | 14 juli 2013      | Istanboel            | Hardcourt     | James Cluskey          | Brydan Klein Ruan Roelofse                | 3-6, 6-3, [10-5]      |         |
| 2.                               | 20 oktober 2013   | Mouilleron-le-Captif | Hardcourt (I) | Hugo Nys               | Henri Kontinen Adrián Menéndez Maceiras   | 3-6, 6-3, [10-8]      |         |
| 3.                               | 16 augustus 2015  | Portorož             | Hardcourt     | Purav Raja             | Aliaksandr Bury Andreas Siljeström        | 7-6, 4-6, [18-16]     |         |
| 4.                               | 20 september 2015 | Szczecin             | Gravel        | Tristan Lamasine       | Alessandro Giannessi Federico Gaio        | 6-3, 7-6              |         |
| 5.                               | 4 oktober 2015    | Orléans              | Hardcourt (I) | Tristan Lamasine       | Ken Skupski Neal Skupski                  | 6-4, 7-6              |         |
| 9.                               | 3 februari 2019   | Quimper              | Hardcourt (I) | Hugo Nys               | David Pel Antonio Šančić                  | 6-4, 6-2              |         |
| 10.                              | 31 maart 2019     | Saint-Brieuc         | Hardcourt (I) | Jonathan Erlich        | Jonathan Eysseric Antonio Šančić          | 7-6, 7-6              |         |

## Prestatietabel

### Dubbelspel
| Legenda | Legenda                          |
| ------- | -------------------------------- |
| g.t.    | geen toernooi gehouden           |
| l.c.    | lagere categorie                 |
| –       | niet deelgenomen                 |
| G       | uitgeschakeld in de groepsfase   |
| 1R      | uitgeschakeld in de eerste ronde |
| 2R      | uitgeschakeld in de tweede ronde |
| 3R      | uitgeschakeld in de derde ronde  |
| 4R      | uitgeschakeld in de vierde ronde |
| KF      | uitgeschakeld in de kwartfinale  |
| HF      | uitgeschakeld in de halve finale |
| F       | de finale verloren               |
| W       | het toernooi gewonnen            |
| w-v     | winst/verlies-balans             |

| Grandslamtoernooien  |      |      |      |    |      |      |      |      |      |      |      |
| Australian Open      | –    | –    | –    | 2R | 2R   | 3R   | 2R   | 2R   | 1R   | 1R   | HF   |
| Roland Garros        | 1R   | 1R   | –    | 2R | 1R   | 1R   | F    | 3R   | 2R   | 2R   | 1R   |
| Wimbledon            | –    | –    | 1R   | 3R | 2R   | 1R   | 2R   | g.t. | 3R   | 2R   | 2R   |
| US Open              | –    | –    | 2R   | 2R | 3R   | 3R   | 3R   | 1R   | 2R   | 1R   | 1R   |
| ATP Masters 1000     |      |      |      |    |      |      |      |      |      |      |      |
| Indian Wells         | –    | –    | –    | KF | 1R   | 2R   | –    | g.t. | –    | 1R   | 2R   |
| Miami                | –    | –    | –    | KF | 1R   | 1R   | –    | g.t. | 1R   | 1R   | HF   |
| Monte Carlo          | –    | –    | –    | –  | –    | 1R   | –    | g.t. | 1R   | –    | HF   |
| Madrid               | –    | –    | –    | 2R | 2R   | –    | –    | g.t. | 1R   | –    | KF   |
| Rome                 | –    | –    | –    | 2R | –    | –    | –    | F    | 1R   | 1R   | 1R   |
| Montreal/Toronto     | –    | –    | –    | 1R | KF   | –    | KF   | g.t. | –    | –    | 2R   |
| Cincinnati           | –    | –    | –    | –  | 2R   | –    | 1R   | 1R   | 2R   | –    | –    |
| Shanghai             | –    | –    | –    | 1R | 1R   | –    | 1R   | g.t. | g.t. | g.t. | –    |
| Parijs               | –    | –    | 1R   | 1R | 1R   | –    | KF   | 2R   | 2R   | KF   |      |
| Olympische Spelen    |      |      |      |    |      |      |      |      |      |      |      |
| Olympische Spelen    | g.t. | g.t. | g.t. | –  | g.t. | g.t. | g.t. | g.t. | –    | g.t. | g.t. |
| Statistieken         |      |      |      |    |      |      |      |      |      |      |      |
| Totaal aantal titels | 0    | 0    | 0    | 2  | 1    | 0    | 2    | 1    | 1    | 0    | 1    |
| Eindejaarsranking    | 202  | 148  | 71   | 37 | 33   | 86   | 29   | 26   | 27   | 57   |      |

### Gemengddubbelspel
| Grandslamtoernooien |    |      |      |      |      |    |      |      |
| Australian Open     | 2R | 1R   | 1R   | –    | 1R   | 1R | 1R   | –    |
| Roland Garros       | 2R | 1R   | –    | 1R   | g.t. | –  | 1R   | KF   |
| Wimbledon           | 1R | 2R   | 2R   | 2R   | g.t. | 2R | –    | 1R   |
| US Open             | 1R | 2R   | –    | KF   | g.t. | KF | –    | –    |
| Olympische Spelen   |    |      |      |      |      |    |      |      |
| Olympische Spelen   | –  | g.t. | g.t. | g.t. | g.t. | –  | g.t. | g.t. |